# Cryptocarya lyoniifolia
Cryptocarya lyoniifolia är en lagerväxtart som beskrevs av S. Lee & F.N. Wei. Cryptocarya lyoniifolia ingår i släktet Cryptocarya och familjen lagerväxter. Inga underarter finns listade i Catalogue of Life.